# Cargo Sous Terrain
 (juillet 2023).
 (mars 2018).
Si vous disposez d'ouvrages ou d'articles de référence ou si vous connaissez des sites web de qualité traitant du thème abordé ici, merci de compléter l'article en donnant les références utiles à sa vérifiabilité et en les liant à la section « Notes et références ».
Cargo Sous Terrain (CST) est une société anonyme basée à Bâle en Suisse. Son objectif est de construire un système de tunnel souterrain en Suisse. Le but du projet est d'amener le plus de fret possible sous terre. CST est un système logistique global qui permet le transport de marchandises de l'origine à la destination. Il sera capable de manipuler des palettes et d'autres conteneurs, et convenir à la fois à la fourniture de biens et de marchandises frais, ainsi qu'à l'élimination des déchets et au recyclage. Dans les villes, Cargo souhaite proposer des solutions en sous-sol avec logistique urbaine pour assurer l'approvisionnement des centres-villes en marchandises grâce à des moyens de transport modernes moins polluants. Cela peut être réalisé en sous-sol car les différents types de marchandises sont collectés dans les carrefours et les itinéraires vers les centres-villes peuvent être planifiés et gérés plus efficacement. En outre, l'utilisation d'énergie renouvelable est prévue pour l'exploitation de Cargo sous terrain.
Le système logistique global de CST comprend trois composantes :
- un système de tunnels entre les agglomérations urbaines et les centres de logistique ;
- une distribution urbaine efficace et fine (logistique urbaine) ;
- une solution informatique parfaitement intégrée pour un fonctionnement entièrement automatisé.

L'ensemble du financement devrait être effectué par le secteur privé. La planification et le développement du système sont effectués en étroite coordination avec les futurs utilisateurs. Les représentants de l'industrie concernés sont impliqués dans la société par actions et participent activement au concept de solution. Les principaux actionnaires de la SA incluent la Poste, Swisscom, les détaillants Coop et Migros, ainsi que le groupe énergétique BKW Energie de Berne et l'assureur La Mobilière. En outre, Hyperloop One et SE sont également représentés au conseil d'administration.
Le transporteur CFF Cargo a quant à lui vendu ses parts en septembre 2022
Le Conseil fédéral a signalé en novembre 2016 qu'il était disposé à créer la base juridique de la construction sous certaines conditions. En janvier 2018, les initiateurs ont annoncé que les engagements d'investissements privés exigés par le Conseil fédéral avaient atteint 100 millions de CHF.
De septembre 2013 à mars 2017, Cargo Sous Terrain a été organisé en association de promotion. En mars 2017, l'association a été transformée en une société anonyme.
Selon les estimations de la Confédération, le trafic de marchandises en Suisse devrait augmenter de 37 % entre 2010 et 2040. Une fois achevé, le cargo sous terrain doit réduire d’environ 30 % le transport de marchandises dans les villes et de 40 % le trafic autoroutier des poids lourds.

## Concept de projet

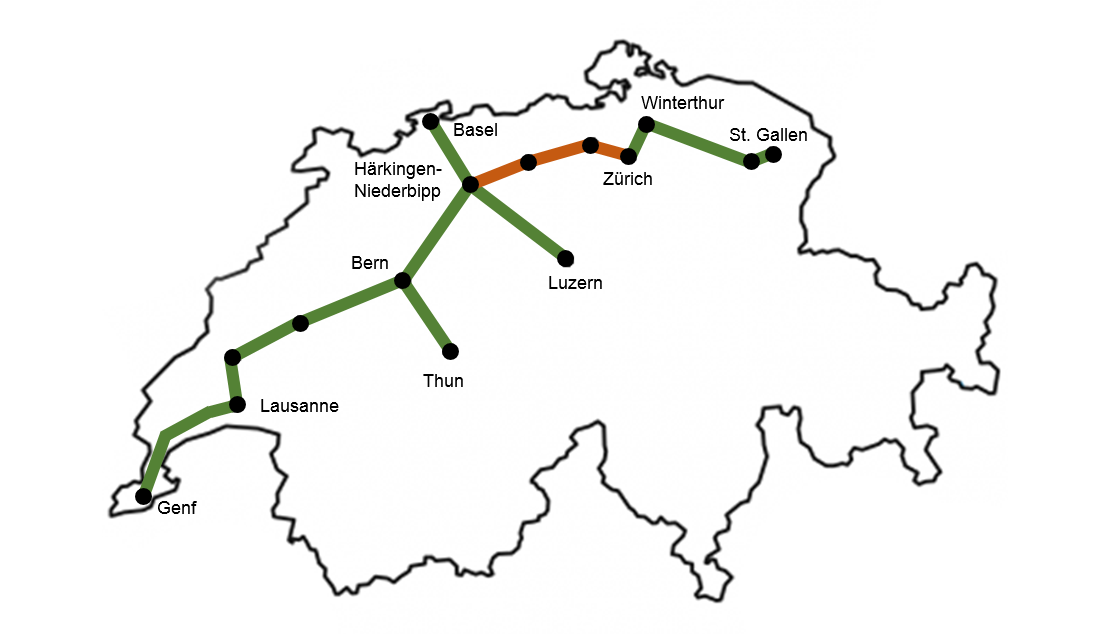
Réseau prévu de CST

### Tunnels
Les marchandises doivent être transportées sous terre à une profondeur de 20 à 40 m. Le tunnel devrait avoir un diamètre d'environ 6 m. Il fonctionne sur trois voies, avec une voie par sens de circulation et une voie de service centrale pour l'entretien, l'évitement des véhicules bloqués et le stockage tampon intermédiaire des marchandises et des véhicules. Dans le tunnel, les gros véhicules circulent à 30 km/h. Ces véhicules auront des roues et un entraînement électrique à l'aide d'un rail d'induction. De plus, un monorail à trois voies est prévu au plafond, permettant de transporter des marchandises plus petites à 60 km/h. Le transport entier devrait être complètement automatisé.

### Hubs
Les Hubs sont prévus pour alimenter les marchandises par ascenseur dans le système ou pour les retirer du système. Cela devrait pouvoir fonctionner en continu, de sorte que l'opération dans le tunnel ne soit pas interrompue ou perturbée.
Les marchandises sont collectées par CST directement auprès des utilisateurs ou livrées aux utilisateurs. On devrait être capable de connecter directement les différentes arrivées / sorties. Pour les livraisons aux hubs, des véhicules respectueux de l'environnement et plus tard aussi des véhicules sans pilote devraient être utilisés. Il est possible pour les utilisateurs de livrer leurs marchandises directement aux hubs.

### La logistique urbaine
Cargo sous terrain construit un système logistique urbain avec des véhicules respectueux de l'environnement pour la livraison à destination, ce qui devrait permettre de réduire significativement les émissions dans les zones métropolitaines. Les déplacements pour la livraison de marchandises dans les villes pourraient ainsi être réduits de 30 %. Le système doit permettre une livraison coordonnée et des visites de ramassage, car les marchandises déjà groupées sont transportées vers les centres-villes à la périphérie et peuvent être acheminées dans le tunnel dans l'ordre de livraison.

## Première étape
Le premier tunnel reliera Härkingen-Niederbipp et Zurich d'ici 2030. Pour la section de 66,7 km de long, dix principaux carrefours et plusieurs liaisons directes sont prévus. La première étape coûtera environ 3,55 milliards de francs suisses. Parmi ceux-ci, 71 % entrent dans la construction du tunnel.

## Autres sections
D'autres sections doivent être construites successivement et dirigées de Genève, au sud-ouest du pays, vers Saint-Gall, au nord-est.

## Politique

### Confédération
En novembre 2016, le Conseil fédéral était ouvert à la création de la base juridique nécessaire à sa construction. Cependant, il a posé les conditions suivantes : le Förderverein doit être converti en une société anonyme. CST a satisfait à cette exigence et a fondé une société par actions le 24 mars 2017. Une autre condition du gouvernement fédéral est que 100 millions de francs doivent être garantis par des investisseurs privés pour la première phase du projet ; au moins la moitié d'entre eux venant d'Allemagne. Les futurs opérateurs doivent prendre des engagements contraignants. En outre, les cantons de Zurich, d'Argovie et de Soleure touchés par la première étape doivent être d'accord. En outre, l'accès pour les futurs clients doit être garanti sans discrimination.

### Cantons
Les gouvernements des deux cantons directement concernés d'Argovie et de Soleure sont sceptiques quant au projet, car ils ne sont pas complètement convaincus des avantages du tunnel de marchandises souterrain. En outre, le fonctionnement des centres n'est toujours pas clair.

### Les investisseurs
En septembre 2017, Cargo Sous Terrain AG a présenté les premiers investisseurs pour la phase d'approbation de construction de la première étape de Härkingen-Niederbipp à Zurich. Les compagnies d'assurance suisses La Mobilière et Helvetia (assurances) investissent dans le secteur de l'assurance. Migros et Coop sont les deux plus grands détaillants suisses. Les investissements annoncés par les investisseurs s'élèvent à 22,5 millions de francs,.
En janvier 2018, les initiateurs ont pu constater que les engagements d'investissement de CHF 100 millions demandés par le Conseil fédéral ont été atteints, la moitié d'entre eux venant de Suisse. Cargo Suisse, la société de mécatronique Gotthard 3 et le développeur d'infrastructures européen Meridiam ont récemment rejoint Cargo sous terrain AG. À partir de 2020, une entreprise chinoise participera également au projet : Dagong Holding, qui investit dans les technologies et les infrastructures. Maintenant, le gouvernement fédéral doit créer le cadre juridique pour le projet.